# Contea di Woodson

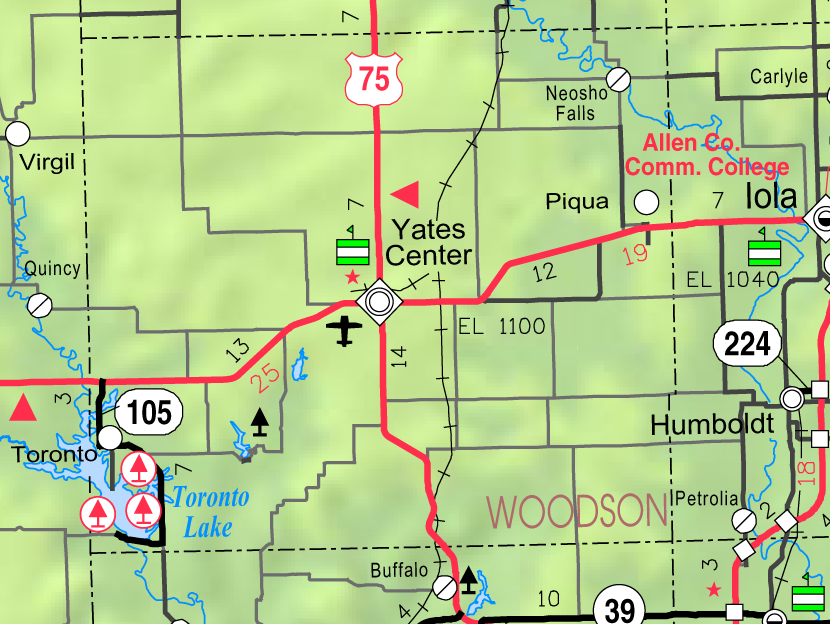
Mappa della contea di Woodson del 2005

La contea di Woodson (in inglese Woodson County) è una contea dello Stato del Kansas, negli Stati Uniti. La popolazione al censimento del 2000 era di 3 788 abitanti. Il capoluogo di contea è Yates Center.
Comprende la unincorporated area di Piqua, luogo natale dell'attore Buster Keaton.

## Geografia antropica

### Suddivisioni amministrative

#### Città
- Neosho Falls
- Toronto
- Yates Center

#### Census-designated place
- Piqua

#### Unincorporated communities
- Athens
- Batesville
- Cookville
- Durand
- Rose
- Vernon